# Discografia di Sonny Rollins
La seguente è la discografia di Sonny Rollins:
- 1953 - Mambo Jazz (Prestige Records, PRLP 135) album split, a nome Joe Holiday, Sonny Stitt, Kenny Graham, Sonny Rollins (Rollins suona in un solo brano)
- 1953 - Sonny Rollins Quartet (Prestige Records, PRLP 137) a nome Sonny Rollins Quartet
- 1954 - Blows for LP (Prestige Records, PRLP 166) a nome Thelonious Monk Quintet Featuring Sonny Rollins
- 1954 - Sonny Rollins Quintet (Prestige Records, PRLP 186) a nome Sonny Rollins Quintet Featuring Kenny Dorham / Ripubblicato nel 1957 con il titolo Moving Out
- 1954 - Miles Davis with Sonny Rollins (Prestige Records, PRLP 187) a nome Miles Davis with Sonny Rollins
- 1955 - Sonny Rollins and Thelonious Monk (Prestige Records, PRLP 190) a nome Sonny Rollins Quartet
- 1956 - Dig (Prestige Records, PRLP 7012) a nome Miles Davis Featuring Sonny Rollins
- 1956 - Work Time (Prestige Records, PRLP 7020)
- 1956 - Sonny Rollins with The Modern Jazz Quartet (Prestige Records, PRLP 7029) a nome Sonny Rollins with The Modern Jazz Quartet Featuring Art Blakey and Kenny Drew
- 1956 - Sonny Rollins Plus 4 (Prestige Records, PRLP 7038)
- 1956 - Tenor Madness (Prestige Records, PRLP 7047) a nome Sonny Rollins Quartet
- 1957 - Moving Out (Prestige Records, PRLP 7058)
- 1957 - Thelonious Monk/Sonny Rollins (Prestige Records, PRLP 7075) Raccolta
- 1957 - Sonny Rollins, Volume 1 (Blue Note Records, BLP 1542)
- 1957 - Saxophone Colossus (Prestige Records, PRLP 7079)
- 1957 - Rollins Plays for Bird (Prestige Records, PRLP 7085) a nome Sonny Rollins Quintet
- 1957 - Way Out West (Contemporary Records, C 3530)
- 1957 - Sonny Rollins, Vol. 2 (Blue Note Records, BLP 1558)
- 1957 - The Sound of Sonny (Riverside Records, RLP 12-241)
- 1958 - A Night at the Village Vanguard (Blue Note Records, BLP 1581)
- 1958 - Tour de Force (Prestige Records, PRLP-7128)
- 1958 - Freedom Suite (Riverside Records, RLP 12-258)
- 1958 - Sonny Rollins Plays (Period Records, SPL 1204) album split a nome Sonny Rollins Quintet
- 1958 - Sonny Rollins and the Big Brass (Metrojazz Records, E 1002)
- 1959 - Sonny Side Up (Verve Records, MG V-8262) a nome Dizzy Gillespie / Sonny Stitt / Sonny Rollins
- 1959 - Newk's Time (Blue Note Records, BLP 4001)
- 1959 - Saxes in Stereo (Riverside Records, RLP 1124) album split a nome Sonny Rollins
- 1959 - The Modern Jazz Quartet at Music Inn/Volume 2 Guest Artist: Sonny Rollins (Atlantic Records, 1299) a nome The Modern Jazz Quartet Guest Artist: Sonny Rollins
- 1959 - Sonny Rollins and the Contemporary Leaders (Contemporary Records, M 3564/S 7564)
- 1960 - Sonny Rollins at Music Inn/Teddy Edwards at Falcon's Lair (Metrojazz Records, E 1011) a nome Sonny Rollins / Teddy Edwards with Joe Castro
- 1961 - Sonny Boy (Prestige Records, PRLP 7207)
- 1962 - The Bridge (RCA Victor Reords, LPM/LSP 2527)
- 1962 - Sonny's Time (Jazzland Records,JLP 72/JLP 972) Raccolta
- 1962 - What's New? (RCA Victor Reords, LPM/LSP 2572)
- 1963 - Our Man in Jazz (RCA Victor Reords, LPM/LSP 2612)
- 1963 - Sonny Meets Hawk! (RCA Victor Reords, LPM/LSP 2712) a nome Sonny Rollins and Coleman Hawkins
- 1964 - 3 in Jazz (RCA Victor Records, LPM/LSP-2725) album split a nome Gary Burton, Sonny Rollins, Clark Terry
- 1964 - Now's the Time! (RCA Victor Reords, LPM/LSP 2927)
- 1965 - The Standard Sonny Rollins (RCA Victor Reords, LPM/LSP 3355) a nome Sonny Rollins & Co.
- 1965 - Sonny Rollins on Impulse! (Impulse! Records, A/AS-91)
- 1966 - Alfie (Impulse! Records, A/AS-9111)
- 1966 - Tenor Titan (VSP Records, VSP 32/VSPS 32)
- 1967 - East Broadway Run Down (Impulse! Records, A/AS-9121)
- 1972 - Next Album (Milestone Records, MSP 9042)
- 1973 - Sonny Rollins in Japan (Victor, SMJ-6030)
- 1973 - Horn Culture (Milestone Records, MSP 9051)
- 1974 - The Cutting Edge (Milestone Records, M-9059)
- 1975 - Nucleus (Milestone Records, M-9064)
- 1977 - The Way I Feel (Milestone Records, M-9074)
- 1978 - Easy Living (Milestone Records, M-9080)
- 1978 - Don't Stop the Carnival (Milestone Records, M-55005)
- 1978 - There Will Never Be Another You (Impulse! Records, IA-9349)
- 1978 - Green Dolphin Street (Quintessence, QJ-25181) Raccolta
- 1979 - Don't Ask (Milestone Records, MSP 9090)
- 1980 - Love at First Sight (Milestone Records, MSP 9098)
- 1981 - Stuttgart 1963 (Musidisc Records, JA 5235) Live, pubblicato in Francia, a nome Sonny Rollins Quartet
- 1982 - No Problem (Milestone Records, MSP 9104)
- 1982 - Reel Life (Milestone Records, MSP 9108)
- 1982 - Live in Europe (Musidisc Records, JA 5241) Live, pubblicato in Francia
- 1983 - A Night at the "Village Vanguard" Volume 2 (Blue Note Records, K18P-9277)
- 1984 - St Thomas - Sonny Rollins Trio in Stockholm 1959 (Dragon Records, DRLP 73) Live, pubblicato in Svezia, a nome Sonny Rollins Trio
- 1984 - Sunny Days, Starry Nights (Milestone Records, MSP 9122)
- 1985 - The Solo Album (Milestone Records, MSP 9137)
- 1986 - The Quartets (Bluebird Records, 5643-2-RB) Raccolta, a nome Sonny Rollins Featuring Jim Hall
- 1987 - G-Man (Milestone Records, MSP 9150)
- 1987 - Dancing in the Dark (Milestone Records, MSP 9155)
- 1988 - Sonny Rollins / Thad Jones (Zeta Records, ZET 704) Raccolta, pubblicato in Francia, a nome Sonny Rollins / Thad Jones
- 1989 - Falling in Love with Jazz (Milestone Records, MSP 9179)
- 1989 - Aix en Provence 1959 (Royal Jazz, RJ 502) Live, pubblicato in Danimarca
- 1991 - Here's to the People (Milestone Records, MCD-9194-2)
- 1992 - In Denmark 1 (Moon Records, MCD 037-2) Live, pubblicato in Italia
- 1992 - In Denmark 2 (Moon Records, MCD 038-2) Live, pubblicato in Italia
- 1993 - Old Flames (Milestone Records, MCD-9215-2)
- 1994 - The Meeting (All of US, S 40) Live, pubblicato in Italia
- 1995 - Sonny Rollins + 3 (Milestone Records, MCD 9250)
- 1998 - Global Warming (Milestone Records, MCD 9280-2)
- 2000 - This Is What I Do (Milestone Records, MCD 9310-2)
- 2005 - Without a Song: The 9/11 Concert (Milestone Records, MCD 9342-2)
- 2006 - Sonny, Please (Doxy Records, DR9730-2)
- 2009 - Sonny Rollins and Don Cherry Quartet: New York 1962 - Stockholm 1963 (RLR Records, RLR 88648) Live